# دارين تانغ
دارين تانغ هينغ شيم (مواليد 1972; (بالصينية: 邓鸿森)) هو المدير العام الخامس والحالي للمنظمة العالمية للملكية الفكرية (WIPO). وهو أيضًا أمين عام الاتحاد الدولي لحماية الأصناف النباتية الجديدة (UPOV). ترأس تانغ سابقًا مكتب سنغافورة للملكية الفكرية (IPOS) وكان محاميًا تجاريًا لحكومة سنغافورة.

## التعليم
يحمل تانغ شهادة من كلية الحقوق في جامعة سنغافورة الوطنية، ودرجة الماجستير في القانون من مركز القانون بجامعة جورجتاون.

## الحياة المهنية
عمل تانغ محاميًا تجاريًا وكان المفاوض الرئيسي لسنغافورة في اتفاقية التجارة الحرة بين الولايات المتحدة وسنغافورة التي وُقّعت في 6 مايو/آيار 2003. وقاد تانغ أيضًا مفاوضات الملكية الفكرية لسنغافورة في الشراكة العابرة للمحيط الهادئ، والشراكة الاقتصادية الإقليمية الشاملة، واتفاقية التجارة الحرة بين الاتحاد الأوروبي وسنغافورة.

### الرئيس التنفيذي لمكتب الملكية الفكرية في سنغافورة
في الفترة من نوفمبر/تشرين ثاني 2015 حتى يوليو/تموز 2020، شغل تانغ منصب الرئيس التنفيذي لمكتب الملكية الفكرية في سنغافورة (IPOS).  وأثناء رئاسته لمكتب الملكية الفكرية، ترأس تانغ لجنة الويبو المعنية بحق المؤلف والحقوق ذات الصلة.

### المدير العام للمنظمة العالمية للملكية الفكرية

#### الترشح
في 4 مارس 2020، فاز تانغ بترشيحه لمنصب المدير العام للمنظمة العالمية للملكية الفكرية (الويبو)، بدعم من الولايات
المتحدة و54 دولة أخرى ضد مرشح الصين وانغ بينينغ، الذي حصل على 28 صوتًا من أصل 83 عضوًا مصوتًا في لجنة تنسيق ويبو. وفي 8 مايو 2020، أكدت الجمعية العامة للمنظمة العالمية للملكية الفكرية ترشيح تانغ قبل توليه مهامه رسميًا في 1 أكتوبر 2020.

#### فترة ولايته
تولّى تانغ منصبه مديراً عاماً للمنظمة العالمية للملكية الفكرية (الويبو) في 1 أكتوبر 2020، ليبدأ فترة ولاية مدتها ست سنوات. وقال تانغ في خطاب قبوله المنصب "يجب أن تعمل ويبو نحو نظام إيكولوجي عالمي قوي ومتطور للملكية الفكرية يتّسم بالحيوية والتطلع إلى الأمام. ويجب أن تساعد العالم على توسيع منظوره للملكية الفكرية ليتجاوز جوانبها القانونية
والتقنية إلى دورها القوي بصفتها داعمة لرواد الأعمال والمشاريع والشركات، ومحفزة للاستثمارات، ومحركة للنمو الاقتصادي، ومروّجة للحيوية الاجتماعية." 
قدّمت إدارة تانغ إلى الدول الأعضاء في الويبو خطةً استراتيجيةً متوسطة الأجل لتوجيه عمل المنظمة حتى عام 2026. وبموجب هذه الخطة، ستعمل أمانة الويبو بشكل أوثق مع الشركات الصغيرة والمبتكرين والمبدعين الأفراد الذين لم يحظوا في السابق بخدماتٍ كافيةٍ من قبل النظام العالمي للملكية الفكرية. وسيكون الشباب محور تركيزٍ خاصٍ. تهدف الخطة إلى أن
تواصل المنظمة العالمية للملكية الفكرية تقديم خدمات تسجيل الملكية الفكرية الدولية عالية الجودة لبراءات الاختراع والعلامات التجارية والتصاميم وغيرها من حقوق الملكية الفكرية، مع الحفاظ على الحصافة والاعتدال المالي ودعم الدول الأعضاء في مفاوضاتها.] أطلقت إدارة تانغ "قطاعًا جديدًا للملكية الفكرية والنظم الإيكولوجية للابتكار" للتركيز على "تسويق الملكية الفكرية.
ويتمثل الغرض النهائي للملكية الفكرية في تغيير حياة الناس إلى الأفضل، ومساعدة رواد الأعمال على تنمية أعمالهم، وتحسين المجتمع، والمساهمة في التنمية الاقتصادية. دارين تانغ، 2021 

## الحياة الشخصية
دارين تانغ عازف بيانو بارع ومحب لموسيقى الجاز. وقد ألّف كتابًا عن الشاي تحت اسمٍ مستعار.